# Орунбаев, Кегашбек Шамшиевич
Кегашбек Шамшиевич Орунбаев
(кирг. Кеңешбек Шамшиевич Орунбаев) (род. 14 июля 1962, Кок-Янгак, Ошская область, Киргизская ССР, СССР) — советский и российский серийный убийца, насильник и некрофил, убивший 8 девушек и женщин в Алтайском крае и Республике Бурятии с 1990 по 2012 год. Отбывает пожизненное лишение свободы в колонии «Чёрный дельфин».

## Биография

### Детство и юность
Кегашбек Орунбаев родился 14 июля 1962 года в городе Кок-Янгак Ошской области Киргизской ССР (как и другой серийный убийца Дмитрий Вороненко). По его словам, детство было у него не из лёгких, так как семья жила буквально на грани нищеты: мама и бабушка злоупотребляла алкоголем, а вместо отца был отчим, который, мягко говоря, им не занимался. После школы поступил в минский вуз, учился на инженера-педагога. Через два года бросил всё и вместе с двоюродным братом переехал в Барнаул. Потому что знакомые рассказали, что там с его знаниями можно хорошо заработать. Поначалу Кегашбек решал студентам задачи по математике. Позже договорился с преподавателем местного техникума о поступлении. Через несколько дней заселился в общежитие. Там он пытался познакомиться с девушками — звал их на свидания, ухаживал, но постоянно получал отказ.

### Первая серия убийств (1990—1997)
В 1980-е годы стал совершать первые попытки изнасилования. В 1989 году совершил изнасилование и попытку убийства. Жертвой стала 23-летняя швея. Она осталась в живых, поскольку преступника спугнули прохожие. В 1990 году Орунбаев совершил первое убийство. 7 сентября он напал на 17-летнюю девушку в Барнауле: припозднившейся студентке он нанёс удар камнем по голове, затем оттащил в сторону, где изнасиловал и убил. В 1991 году Орунбаев совершил второе убийство. Жертвой стала 76-летняя пенсионерка в Новоалтайске. Орунбаев снял жильё у женщины, а вечером после совместного застолья предложил хозяйке интимную близость, однако получил отказ. Тогда мужчина до смерти избил пенсионерку, в том числе обухом топора, а затем изнасиловал. На следующий день он облил вещи керосином и поджёг дом, скрывшись с места преступления. В августе 1992 года Орунбаев совершил третье убийство. Жертвой стала 35-летняя женщина. Орунбаев изнасиловал и убил её за трансформаторной будкой вблизи ТЭЦ на улице Кулагина в Барнауле. Все эти преступления были раскрыты только в 2020-е годы благодаря признаниям самого Орунбаева, уже отбывавшего пожизненный срок.
В 1994 году Орунбаев был осуждён за кражу и понёс наказание в виде 3,5 лет лишения свободы. Четвёртое убийство произошло в 1997 году в Нижней Иволге, за него Орунбаев в 1999 году был приговорён к 12 годам лишения свободы. 11 декабря 2006 года он освободился условно-досрочно (на 3 года и 10,5 месяца раньше срока) и вернулся в Бурятию. Не имея постоянного источника дохода, Орунбаев жил у случайных знакомых и перебивался различными подработками.

### Вторая серия убийств (2007—2012)
Через 7 месяцев после освобождения Орунбаев совершил 2 убийства. В июле 2007 года он познакомился с молодой девушкой в Улан-Удэ. После недолгого знакомства пара поймала такси и направилась в Мясокомбинат (Октябрьский район Улан-Удэ), где на берегу реки Уда они распивали алкоголь. Будучи пьяным, Орунбаев предложил женщине заняться сексом, на что получил отказ. Разъярённый Кегашбек задушил девушку и совершил половой акт с её трупом, который оставил лежать на берегу. На следующий день он вернулся на место преступления, расчленил труп и выбросил конечности в реку. Останки так и не были обнаружены, личность жертвы не установлена.
Также в июле 2007 года он совершил ещё одно убийство, которое раскрыли только в 2025 году.
В следующие несколько лет не было замечено криминальных действий со стороны Орунбаева. Он работал на стройках и занимался ремонтом, зарабатывая деньги частными контрактами. После выполнения одной из таких работ Орунбаев снял комнату в отеле «Хуторок» в Улан-Удэ, где пил алкоголь на протяжении нескольких часов. Вечером 11 июля 2012 года Орунбаев вышел на поиски собутыльника. Он нашёл на улице женщину, которую пригласил в свою комнату, чтобы распивать напитки вместе. Орунбаеву показалось, что женщина украла его деньги. От злости Кегашбек задушил её шнурком от ботинка и спрятал тело под кроватью. Затем он отправился в ближайший магазин для покупки ножа, которым он смог бы расчленить тело, но на обратном пути он изменил свои планы и пошёл в другом направлении. Вскоре Кегашбек нашёл потерянные деньги у себя в карманах. Спустя некоторое время полиция нашла тело женщины и начала поиски её убийцы.
После предпоследнего убийства Орунбаев покинул Улан-Удэ и переселился в Иволгинский район, где работал чернорабочим. 20 сентября 2012 года он решил нанести визит 53-летней женщине, живущей в Нижней Иволге, которой он делал ремонт. После короткого разговора Кегашбек предложил заняться сексом, на что получил быстрый отказ. В ярости Орунбаев убил женщину ударами рук и ног по голове. После убийства Кегашбек понёс тело в ближайшую недостройку, где совершил половой акт с трупом. Позже он распотрошил труп и частично его расчленил. Внутренности он скормил соседской собаке.

### Арест, следствие и суд
Совершив последнее убийство, Кегашбек вернулся в Улан-Удэ, к моменту его возвращения полиция собрала нужное количество доказательств и направила команду для ареста. Орунбаев был пойман на мосту, через который он хотел попасть в Тарбагатайский район.
Во время расследования предыдущие два убийства Орунбаева были нераскрыты, и он в них сознался. Он делал акцент на том, что во время каждого убийства был пьян и перед этим получал отказ в интимной близости, в дополнение отметив, что сохранял кишки распотрошённых жертв, которые позже употреблял в пищу. Он был направлен на психиатрическую экспертизу, в ходе которой был признан вменяемым, но имеющим психические отклонения и расстройство сексуального садизма, которое объяснило природу его действий при убийствах. Учитывая количество жертв и жестокость убийств, в 2013 году Кегашбек был приговорён к пожизненному лишению свободы и отправлен отбывать наказание в исправительную колонию особого режима № 6 «Чёрный дельфин», в городе Соль-Илецк в Оренбургской области.
Отбывая наказание, в 2020-е годы он признался в первых преступлениях (покушении и 3 убийствах), совершённых в 1989—1992 годах, и убийстве 2007 года, которые до этого оставались нераскрытыми. За них ему было вынесено ещё 3 приговора: пожизненное лишение свободы, 9,5 и 13 лет лишения свободы.

## В массовой культуре
- Документальный фильм «Дело безумного шамана» из цикла «Охота на маньяка» (2024)